# NGC 5494
NGC 5494 (również PGC 50732) – galaktyka spiralna (Sc), znajdująca się w gwiazdozbiorze Centaura. Odkrył ją John Herschel 30 marca 1835 roku.